# Finché morte non ci separi (manga)
Finché morte non ci separi (夏目アラタの結婚?, Natsume Arata no kekkon, lett. "Il matrimonio di Arata Natsume") è un manga scritto e disegnato da Tarō Nogizaka, pubblicato sulla rivista Big Comic Superior di Shōgakukan dal 2019 al 2024.

## Trama
Arata Natsume è un giovane assistente sociale che un giorno si sente fare da Takuto, uno dei bambini di cui si occupava, rimasto orfano, una particolare richiesta: andare in prigione e parlare con la persona che aveva ucciso suo padre. Seppur controvoglia, Natsume acconsente alla richiesta e incontra Shinju Shinagawa, una ragazza sospettata di essere una spietata assassina seriale. Per evitare che l'assassina, estremamente sospettosa, abbandoni ex abrupto il colloquio senza avergli rivelato ciò che Takuto desiderava conoscere, preso dall'enfasi del momento, finisce quasi inconsapevolmente a chiederle di sposarlo.
In realtà, sebbene Shinju mostri sotto più di un verso di essere psicopatica e di avere subito gravi traumi in passato, Natsume inizia a dubitare della reale colpevolezza della ragazza, cosa che cercherà di appurare nei loro successivi incontri, seppur "separati da un vetro".

## Manga
Il manga, scritto e disegnato da Tarō Nogizaka, è stato serializzato dal 28 giugno 2019 al 26 gennaio 2024 sulla rivista Big Comic Superior edita da Shōgakukan. I capitoli sono stati raccolti in 12 volumi tankōbon pubblicati dal 29 novembre 2019 al 29 marzo 2024.
In Italia la serie è stata annunciata al Napoli Comicon 2022 da Star Comics che l'ha pubblicata nella collana Ghost dal 23 novembre 2022 al 17 dicembre 2024.
La serie è distribuita anche in Francia da Glénat.

### Volumi
| 1  | 29 novembre 2019 | ISBN 978-4-09-860484-5 | 23 novembre 2022  | ISBN 978-88-226-3644-7 |
| 1  | Capitoli - 1. Scrivi come un ragazzino delle medie (中学生みたいな字?, Chūgakusei mitaina ji) - 2. Un odore che mette tranquillità (安心できる匂い?, Anshin dekiru nioi) - 3. Discorsi su Shinju Shinagawa (品川真珠の話?, Shinagawa Shinju no hanashi) - 4. La cosa peggiore (一番悪い事?, Ichiban warui koto) - 5. Lungo corridoio (長い回廊?, Nagai kairō) - 6. Il sogno di qualcosa seppellito sul greto di un fiume (河原に埋める夢?, Kawahara ni umeru yume) - 7. Questione privata (プライベート?, Puraibēto)                                    |                        |                   |                        |
| 2  | 30 marzo 2020 | ISBN 978-4-09-860656-6 | 25 gennaio 2023   | ISBN 978-88-226-3780-2 |
| 2  | Capitoli - 8. Un fratello dal cuore d'oro (すごく優しい兄?, Sugoku yasashī ani) - 9. Del nostro primo incontro (初対面の時の?, Shotaimen no toki no) - 10. Un'opinione diversa (違う意見?, Chigau iken) - 11. Io (「あたし」?, `Atashi') - 12. Le condizioni per il matrimonio (「結婚」の条件?, `Kekkon' no jōken) - 13. Una gara impari (アンフェアな勝負?, Anfeana shōbu) - 14. In ventiquattr'ore (24時間以内?, 24-jikan inai) - 15. Possibilità (可能性?, Kanōsei)                                                                                 |                        |                   |                        |
| 3  | 30 luglio 2020 | ISBN 978-4-09-860682-5 | 22 marzo 2023     | ISBN 978-88-226-3860-1 |
| 3  | Capitoli - 16. Come siete venuti al mondo (生まれたままの姿?, Umareta mama no sugata) - 17. Dress Code (ドレスコード?, Doresu Kōdo) - 18. Shinagawa (「品川」 ?, `Shinagawa') - 19. Non ci capisco niente (全然わかんない?, Zenzen wakan'nai) - 20. Almeno stanotte (今夜くらいは?, Kon'ya kurai wa) - 21. Mostro (バケモノが?, Bakemono ga) - 22. Non mi guardare (見るな?, Miruna) - 23. Qualcuno che non ero io (俺じゃない誰か?, Ore janai dareka)                                                                                                  |                        |                   |                        |
| 4  | 30 novembre 2020 | ISBN 978-4-09-860769-3 | 24 maggio 2023    | ISBN 978-88-226-4051-2 |
| 4  | Capitoli - 24. Bambini che non possono combattere (闘えない子?, Tatakaenai ko) - 25. Papà (お父さん?, Otōsan) - 26. La detestavo (大嫌いだった?, Daikirai datta) - 27. Il mio carattere (俺の気性を?, Ore no kishō o) - 28. Sai... (あのね?, Ano ne) - 29. X (「X」?) - 30. Va bene anche la pena di morte (死刑でいい?, Shikeide ī) - 31. Nel profondo del cuore (心の奥底?, Kokoro no okusoko) - 32. Come al solito (いつもみたいに?, Itsumo mitai ni)                                                                                                |                        |                   |                        |
| 5  | 30 aprile 2021 | ISBN 978-4-09-860872-0 | 19 luglio 2023    | ISBN 978-88-226-4161-8 |
| 5  | Capitoli - 33. La determinazione di rubarla (うばう覚悟?, Ubau kakugo) - 34. Ciò che tu desideri davvero (本当に欲しいもの?, Hontōni hoshīmono) - 35. Di là (そっちへ?, Sotchi e) - 36. Anch'io quella volta (俺もあの時?, Ore mo ano toki) - 37. Altro che ventotto anni (28どころか?, 28-dokoro ka) - 38. Il lavoro del Signor Natsume (夏目さんの仕事?, Natsume-san no shigoto) - 39. Mathilda (マチルダ?, Machiruda) - 40. È possibile (「ある」?, `Aru') - 41. Allora anche tu (やっぱりお前も?, Yappari omaemo)                                   |                        |                   |                        |
| 6  | 30 agosto 2021 | ISBN 978-4-09-861130-0 | 27 settembre 2023 | ISBN 978-88-226-4281-3 |
| 6  | Capitoli - 42. Bellini (キュートだ?, Kyūtoda) - 43. Una preziosa "illusione" (大事な「幻想」?, Daijina `gensō') - 44. Degno avversario (好敵手?, Kōtekishu) - 45. Una strategia puerile (幼稚な戦略?, Yōchina senryaku) - 46. Come dei miraggi (蜃気楼みたいなもん?, Shinkirō mitaina mon) - 47. Brutte cose (しんどいこと?, Shindoi koto) - 48. Molti "indizi" (たくさんの「ヒント」?, Takusan no 'hinto') - 49. Prima collaborazione (共同作業?, Kyōdō sagyō) - 50. Il tuo segreto (お前の秘密?, Omae no himitsu)                                     |                        |                   |                        |
| 7  | 28 gennaio 2022 | ISBN 978-4-09-861238-3 | 22 novembre 2023  | ISBN 978-88-226-4389-6 |
| 7  | Capitoli - 51. Finalmente ho capito (やっとわかった?, Yatto wakatta) - 52. Povera pecorella (哀れな子羊?, Awarena kohitsuji) - 53. Sono contento che ci sia stato lei al suo fianco (あなたがいてよかった?, Anata ga ite yokatta) - 54. Noi siamo marito e moglie (夫婦だから?, Fūfu dakara) - 55. Nel profondo del mio cuore (心の底では?, Kokoro no sokode wa) - 56. La fine (お終い?, Oshimai) - 57. Non è stata la cosa peggiore (最悪じゃねえ?, Saiaku janē) - 58. Spica (スピカのほう?, Supika no hō) - 59. Come uomo (男として?, Otoko to shite) |                        |                   |                        |
| 8  | 30 giugno 2022 | ISBN 978-4-09-861318-2 | 30 gennaio 2024   | ISBN 978-88-226-4472-5 |
| 8  | Capitoli - 60. Della stessa razza (同類だ?, Dōrui da) - 61. Senza vergognarti e senza nasconderti (恥じず隠さず?, Hajizu kakusazu) - 62. Solo un sogno (ただの夢?, Tada no yume) - 63. Rigetto (棄却?, Kikyaku) - 64. Non ce n'è nessuna (何もない?, Nanimonai) - 65. Mah, non importa (ま、いっか?, Ma, ikka) - 66. Arata (アラタ?, Arata) - 67. Non mi dispiace (嫌いじゃない?, Kirai janai) - 68. Una brava persona (いい奴だから?, Ī yatsu dakara)                                                                                                  |                        |                   |                        |
| 9  | 28 dicembre 2022 | ISBN 978-4-09-861488-2 | 26 marzo 2024     | ISBN 978-88-226-4574-6 |
| 9  | Capitoli - 69. Dimostramelo (証明して?, Shōmei shite) - 70. Una normalissima stanza (平凡な部屋?, Heibon'na heya) - 71. Grazie (ありがとう?, Arigatō) - 72. Incidentalmente (「ついで」?, `Tsuide') - 73. Indispensabile (必須?, Hissu) - 74. Gratis (手弁当で?, Te bentō de) - 75. Crimine imputabile (値する罪?, Ataisuru tsumi) - 76. Quel giorno (あの日?, Ano hi) - 77. Fu bella (キレイだった?, Kirei datta) - 78. Sentirsi soli (寂しいから?, Sabishī kara)                                                                                      |                        |                   |                        |
| 10 | 28 aprile 2023 | ISBN 978-4-09-861693-0 | 21 maggio 2024    | ISBN 978-88-226-4757-3 |
| 10 | Capitoli - 79. Fino alla fine (とことん?, Tokoton) - 80. Avrei voluto ascoltarla (聞きたかった?, Kikitakatta) - 81. Che altro avrei potuto fare? (仕方ない?, Shikatanai) - 82. La sua ex (元カノのこと?, Moto kano no koto) - 83. Una persona gentile (優しい人?, Yasashī hito) - 84. La stessa che volevo io (あたしと同じ?, Atashi to onaji) - 85. Chi è lasciato indietro (残された人間?, Nokosa reta ningen) - 86. La vera libertà (本当の自由?, Hontō no jiyū) - 87. Finalmente (やっと?, Yatto)                                                   |                        |                   |                        |
| 11 | 28 settembre 2023 | ISBN 978-4-09-862526-0 | 3 settembre 2024  | ISBN 978-88-226-5019-1 |
| 11 | Capitoli - 88. Lo stesso odore (同じ匂い?, Onaji nioi) - 89. Una vita infelice (不幸な人生?, Fukōna jinsei) - 90. Un simile inferno (こんな地獄?, Kon'na jigoku) - 91. L'uomo del destino (「運命の男」?, `Unmei no otoko') - 92. Non mi dimenticherò (忘れないよ?, Wasurenai yo) - 93. Arata Natsume (夏目アラタ?, Natsume Arata) - 94. Voi tutti (みんな?, Min'na) - 95. Una brava persona (いいやつだな?, Ī yatsu da na) - 96. Va bene così (いいじゃんか?, Ījan ka)                                                                                 |                        |                   |                        |
| 12 | 29 marzo 2024 | ISBN 978-4-09-862692-2 | 17 dicembre 2024  | ISBN 978-88-226-5308-6 |
| 12 | Capitoli - 97. Io sono solo (ボクはただの?, Boku wa tada no) - 98. Il vero nome (本名?, Honmyō) - 99. Staffetta (リレー?, Rirē) - 100. Una donna così (そういう女?, Sōiu on'na) - 101. La voglio incontrare (会いたい?, Aitai) - 102. La persona migliore (最高の人?, Saikō no hito) - 103. Varco (突破口?, Toppakō) - 104. Eterni addii (永遠の別れ?, Eien no wakare) - 105. Il matrimonio di Arata Natsume (夏目新の結婚?, Natsume Arata no kekkon) - 106. Il matrimonio di Shinju Shinagawa (品川真珠の結婚?, Shinagawa Shinju no kekkon)            |                        |                   |                        |